# Línia Massa-Senigallia

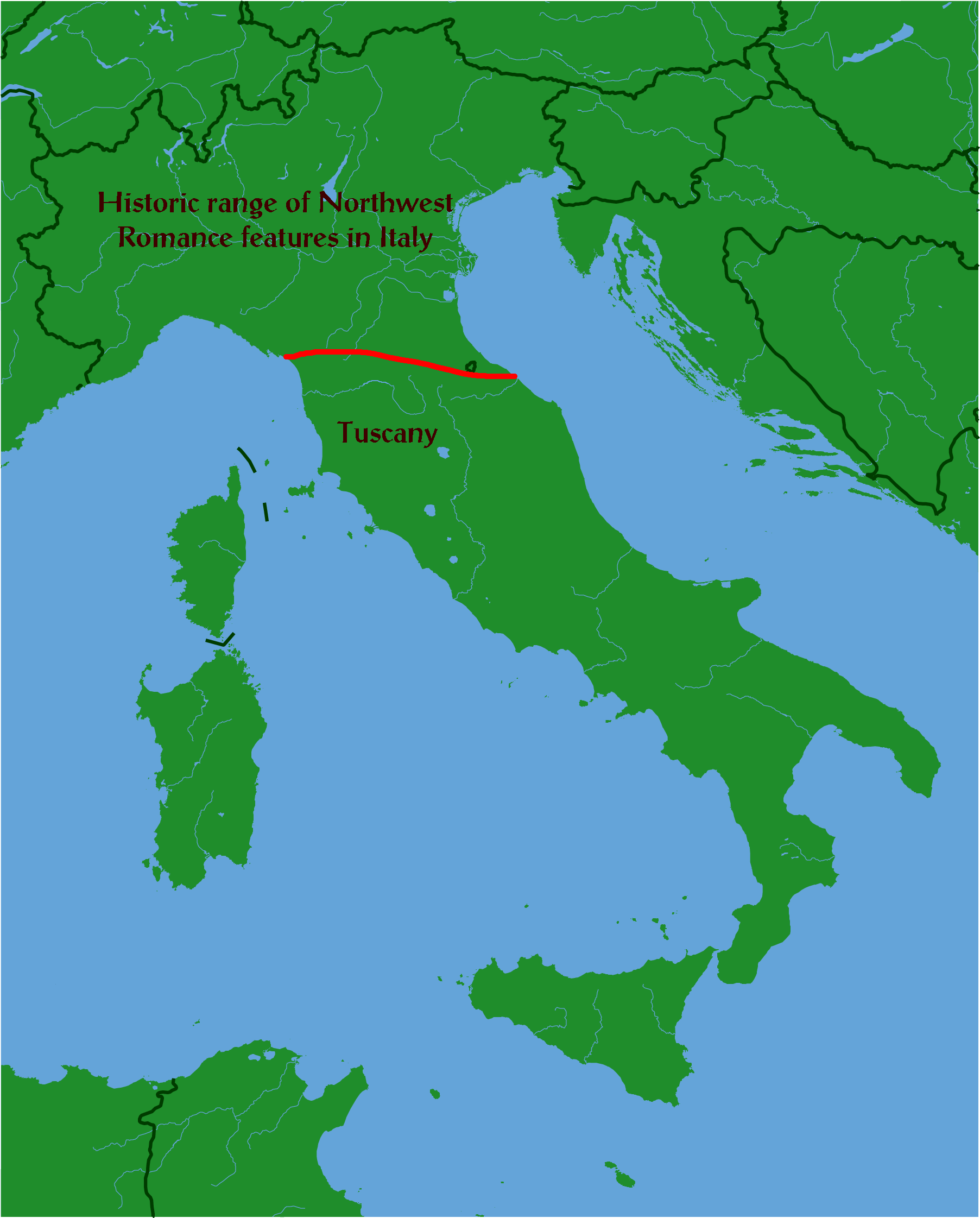
Històricament, la línia La Spezia-Rimini han marcat una sèrie d'isoglosses que distingien els parlars norditalians dels de la Toscana, bressol de l'estàndard italià.

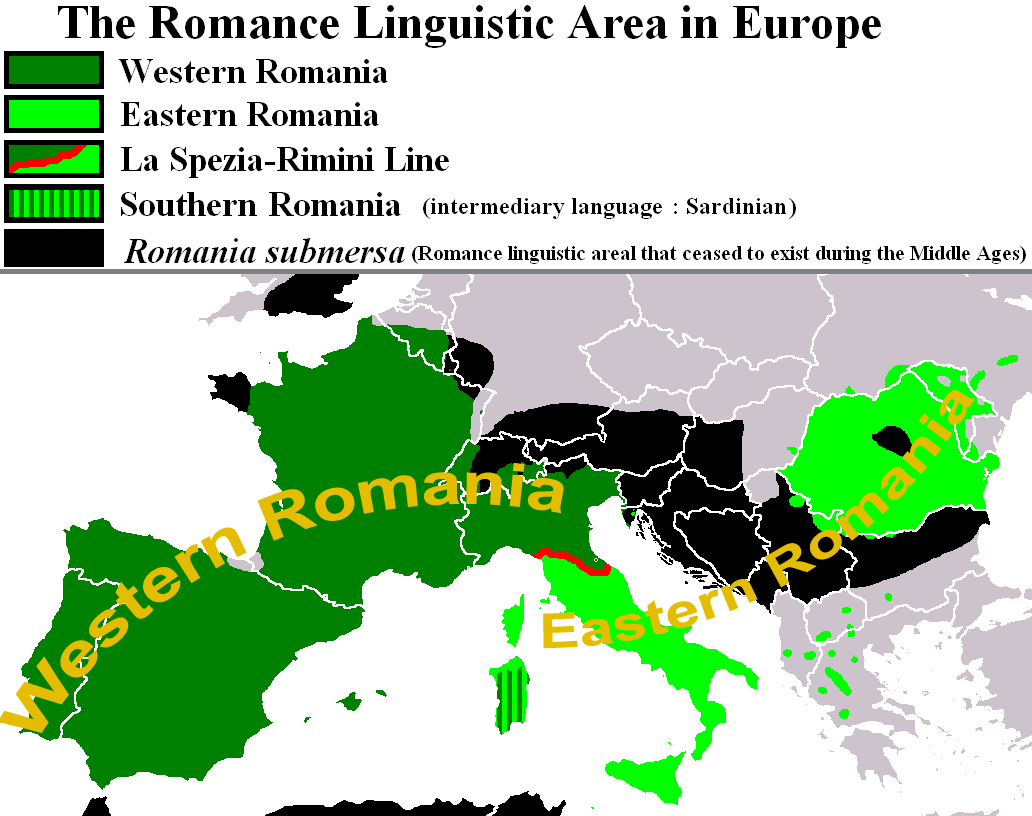
Romània oriental i occidental

En la lingüística de les llengües romàniques, la línia Massa-Senigallia (altrament coneguda com a línia La Spezia-Rimini) és una línia imaginària que fa referència a un nombre important d'isoglosses de les quals n'origina la distinció entre les llengües romàniques occidentals i les orientals. Al grup oriental hi trobem l'italià i el romanès, i a l'occidental el català, l'espanyol, el francès i el portuguès, entre d'altres. Pel que fa a les llengües d'Itàlia, per sobre la línia tenim el grup occidental, on hi queden el venecià, el gal·loitàlic i el grup retoromànic, i per sota hi tenim l'oriental, on trobem la família toscana (amb el cors i l'italià), el napolità i el sicilià. El sard queda sovint com a cas a part d'aquests dos grups.
La línia recorre la ciutat de Massa (a la Toscana) fins a Senigallia (a les Marques). Per altra banda, la denominació alternativa designa les ciutats de La Spezia i Rímini, dibuixant una línia uns 40 km més al nord.
Una de les isoglosses més característica és la relativa al plural dels noms. Al nord de la línia, els plurals es deriven de l'acusatiu del llatí i acaben amb més freqüència en /s/ (amb l'excepció de les llengües del nord d'Itàlia com el venecià, que podrien haver experimentat alguna forma d'aquest tipus en el passat, però que posteriorment han pres les mateixes que l'italià; o en el francès, on silencien les s oralment, però es conserven per escrit i també oralment en el cas dels liaisons, això és, davant d'un mot en vocal), independentment del gènere i la declinació. Al sud i a l'est de la línia, el plural dels substantius acaba en vocal. L'explicació és que el plural deriva del cas nominatiu, o bé del canvi de la /s/ del llatí per la /i/. En diversos casos, especialment als dialectes on es neutralitza la vocal final a /ə/, també es canvien les vocals intermediàries, pel fenomen conegut com a metafonia, tal com passa amb l'alemany. Alguns exemples en llengües romàniques:
| romanès      | italià       | espanyol        | portuguès     | català      | francès       | llatí nom. pl. | llatí acc. pl. |
| ------------ | ------------ | --------------- | ------------- | ----------- | ------------- | -------------- | -------------- |
| viaţă, vieţi | vita, vite   | vida, vidas     | vida, vidas   | vida, vides | vie, vies     | vitae          | vitās          |
| lup, lupi    | lupo, lupi   | lobo, lobos     | lobo, lobos   | llop, llops | loup, loups   | lupī           | lupōs          |
| om, oameni   | uomo, uomini | hombre, hombres | homem, homens | home, homes | homme, hommes | hominēs        | hominēs        |